# Rauthgundis
Rauthgundis ist ein aus dem Althochdeutschen stammender weiblicher Vorname (Varianten: Rautgundis, Rauthgunde, Radegunde, Raute). Er setzt sich aus den Silben rat für Ratschlag und gund für Kampf zusammen. Rauthgundis ist in dem 1876 erschienenen Roman „Ein Kampf um Rom“ des Juristen und Schriftstellers Felix Dahn eine Nebenfigur, die mit Witichis verheiratet ist und den gemeinsamen Sohn Athalwin hat.